# NGC 7331
NGC 7331 (ou Caldwell 30) est une galaxie spirale relativement rapprochée et située dans la constellation de Pégase. NGC 7331 a été découverte par l'astronome germano-britannique William Herschel en 1784.

## Caractéristiques
La classe de luminosité de NGC 7331 est II et elle présente une large raie HI. De plus, elle est aussi une galaxie LINER, c'est-à-dire une galaxie dont le noyau présente un spectre d'émission caractérisé par de larges raies d'atomes faiblement ionisés, et elle renferme des régions d'hydrogène ionisé (HII).

### Distance
Sa vitesse par rapport au fond diffus cosmologique est de 490 ± 23 km/s, ce qui correspond à une distance de Hubble de 7,2 ± 0,6 Mpc (∼23,5 millions d'al).
À ce jour, 54 mesures non basées sur le décalage vers le rouge (redshift) donnent une distance de 13,427 ± 2,698 Mpc (∼43,8 millions d'al), ce qui est à l'extérieur des valeurs de la distance de Hubble.
NGC 7331 est l'une des 18 galaxies choisies par le projet HST Extragalactic Distance Scale Key Project pour calibrer la relation distance/céphéide.

### Luminosité dans l'infrarouge
La luminosité de la galaxie NGC 7331 dans l'infrarouge lointain (de 40 à 400 µm)  est égale à 2,88 × 1010 {\displaystyle L_{\odot }} (1010,46{\displaystyle L_{\odot }}) et sa luminosité totale dans l'infrarouge (de 8 à 1 000 µm) est de 3,80 × 1010 {\displaystyle L_{\odot }} (1010,58{\displaystyle L_{\odot }}).

## Morphologie

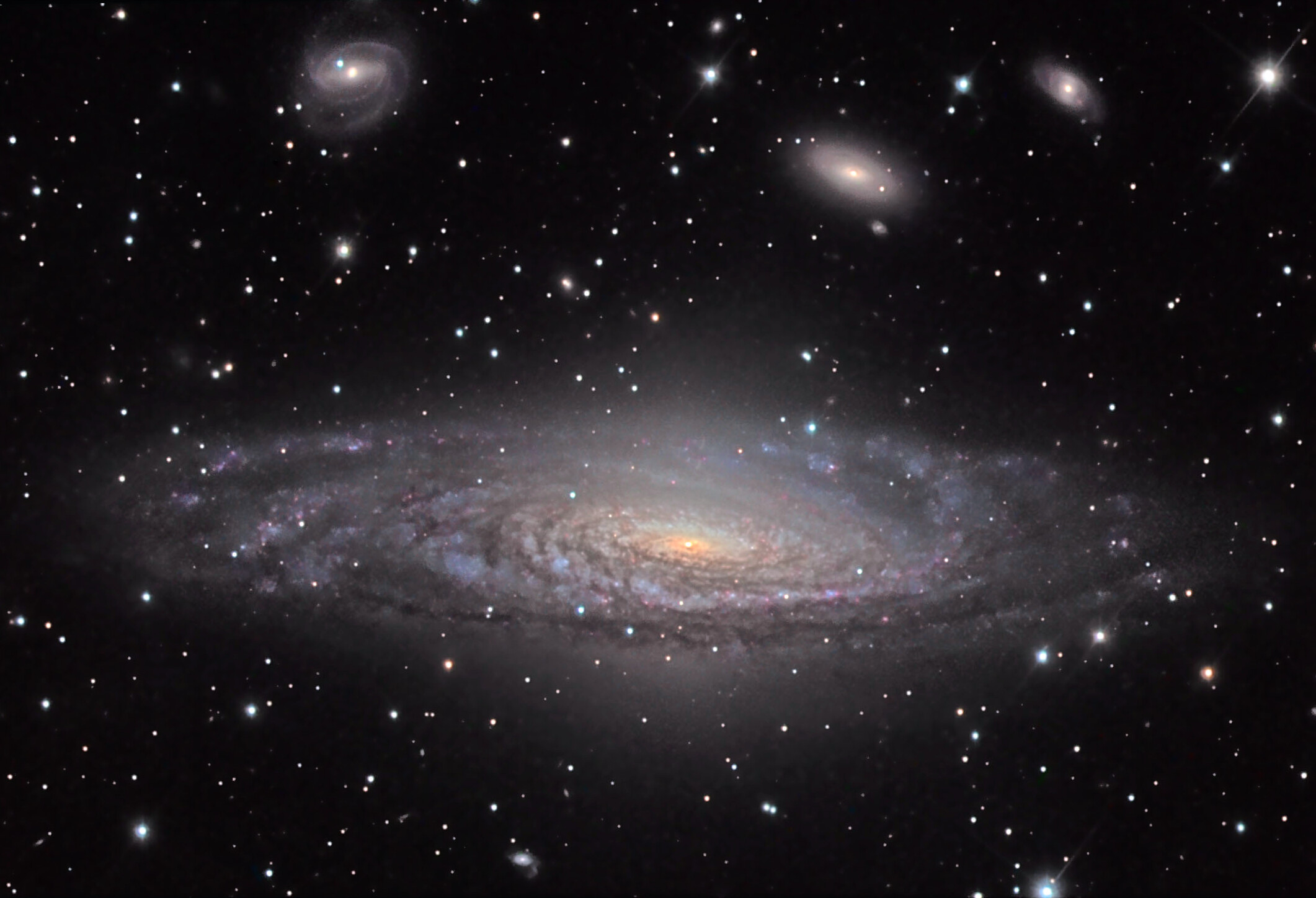
NGC 7331 vue par l'observatoire de Kitt Peak, en Arizona.

NGC 7331 est une galaxie que l'on considère relativement similaire à la Voie lactée, notre propre galaxie, en termes de taille, de morphologie et de masse. Son taux de formation d'étoiles y est également comparable, avec un nombre similaire d'étoiles en son sein.
La principale différence avec notre galaxie est qu'NGC 7331 ne possède pas une structure barrée en son centre. De plus, son renflement central affiche un motif de rotation original et inhabituel, tournant dans la direction opposée au disque galactique lui-même.

## Trou noir supermassif
Selon une étude publiée en 2009 et basée sur la vitesse interne de la galaxie mesurée par le télescope spatial Hubble, la masse du trou noir supermassif au centre de NGC 7331 serait comprise entre 74 millions et 170 millions de {\displaystyle M_{\odot }}.

## Supernova
Quatre supernovas ont été observées dans NGC 7331: SN 1959D, SN 2013bu, SN 2014C et SN 2025rbs. On pense également qu'une cinquième y serait apparue au cours de l'année 1903.

### SN 1959D
Cette supernova a été découverte le 28 juin 1959 par l'astronome américain Milton Humason. D'une magnitude apparente de 13,4 au moment de sa découverte, elle était de type II.

### SN 2013bu
Cette supernova a été découverte le 28 avril 2013 par l'astronome japonais Koichi Itagaki. D'une magnitude apparente de 16,6 au moment de sa découverte, elle était de type II.

### SN 2014C
Cette supernova a été découverte le 5 janvier 2014 par M. Kim, W. Zheng et al. de l'Université de Californie et du Goddard Space Flight Center, dans le cadre du programme LOSS (Lick Observatory Supernova Search) de l'observatoire Lick. D'une magnitude apparente de 15,5 au moment de sa découverte, elle était de type Ib.
Environ 100 jours après sont explosion, SN 2014C a effectuée une transition vers une supernova de type II, présentant une augmentation progressive de l’émission de Hα. On pense que cela résulte de l'interaction entre l’onde de choc de la supernova et une coquille de gaz précédemment éjectée par l’étoile progénitrice.

### SN 2025rbs
Cette supernova a été découverte le 14 juillet 2025 dans le cadre du programme GOTO (en). Elle était de type Ia et sa magnitude apparente au moment de sa découverte était de 17,07.

## Autour de NGC 7331

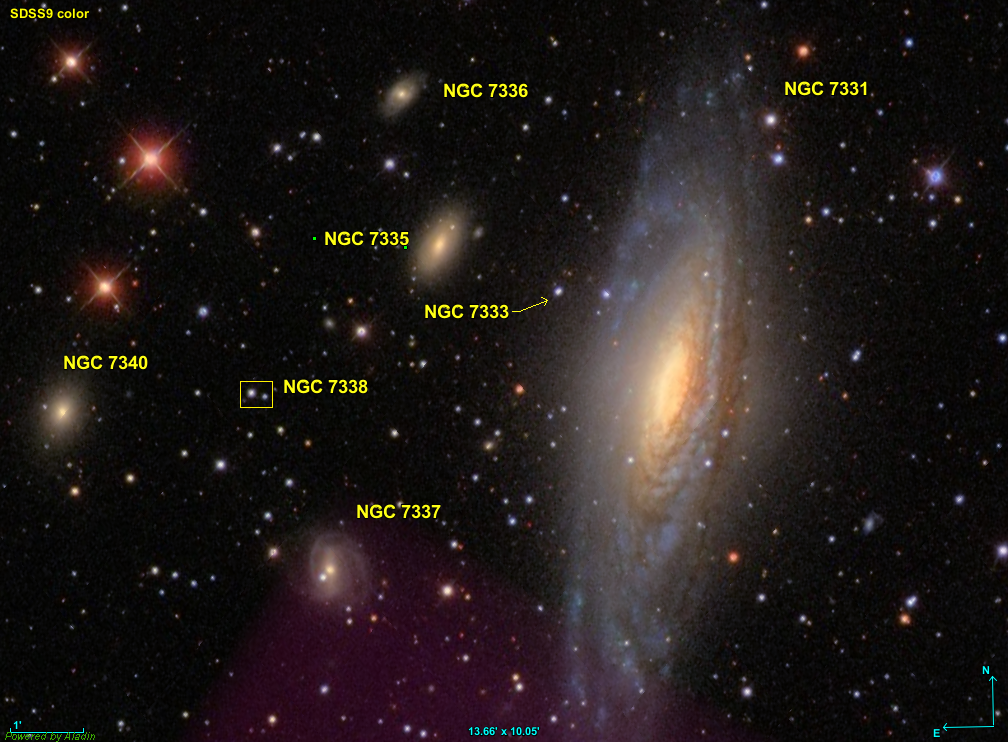
Image légendée du Deer Lick Group (relevé SDSS).

Sur la sphère céleste, 8 autres objets du catalogue NGC se trouvent à proximité de NGC 7331, essentiellement du côté est. La moitié d'entre eux sont des étoiles seules ou en paires (NGC 7325, NGC 7326, NGC 7333 et NGC 7338). Les autres sont des galaxies plus lointaines (dix fois plus éloignées) qui forment en compagnie de NGC 7331 un regroupement visuel connu chez les anglophones sous le nom de Deer Lick Group. Ce groupe comprend NGC 7331, NGC 7335, NGC 7336, NGC 7337 et NGC 7340,.

## Groupe de NGC 7331
Selon A.M. Garcia, NGC 7331 est membre d'un groupe de galaxies qui porte son nom. Le groupe de NGC 7331 renfermerait au moins 5 galaxies selon cet auteur. Les autres galaxies sont NGC 7320, NGC 7363, UGC 12060 et 12082. Cependant, NGC 7363 pose un problème. Selon sa distance de Hubble, elle ne fait pas partie de ce groupe, alors que selon les mesures indépendantes du décalage vers le rouge, elle en fait partie (voir Groupe de NGC 7331).
L'un des membres du groupe de NGC 7331, NGC 7320, apparaît devant le Quintette de Stephan et est de ce fait souvent associé à ce dernier.

## Galerie

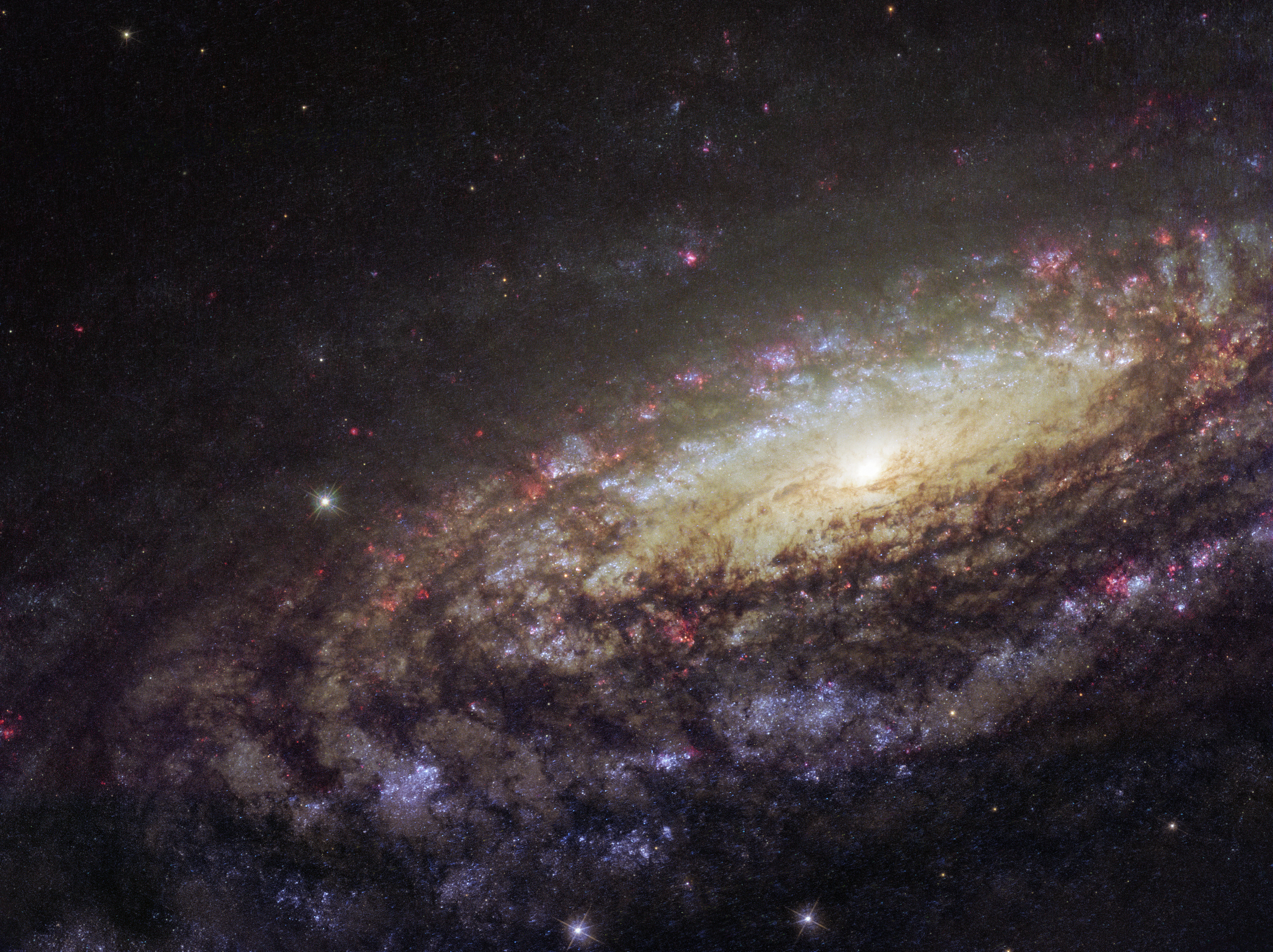
Détail de la région centrale de NGC 7331 par le télescope spatial Hubble.
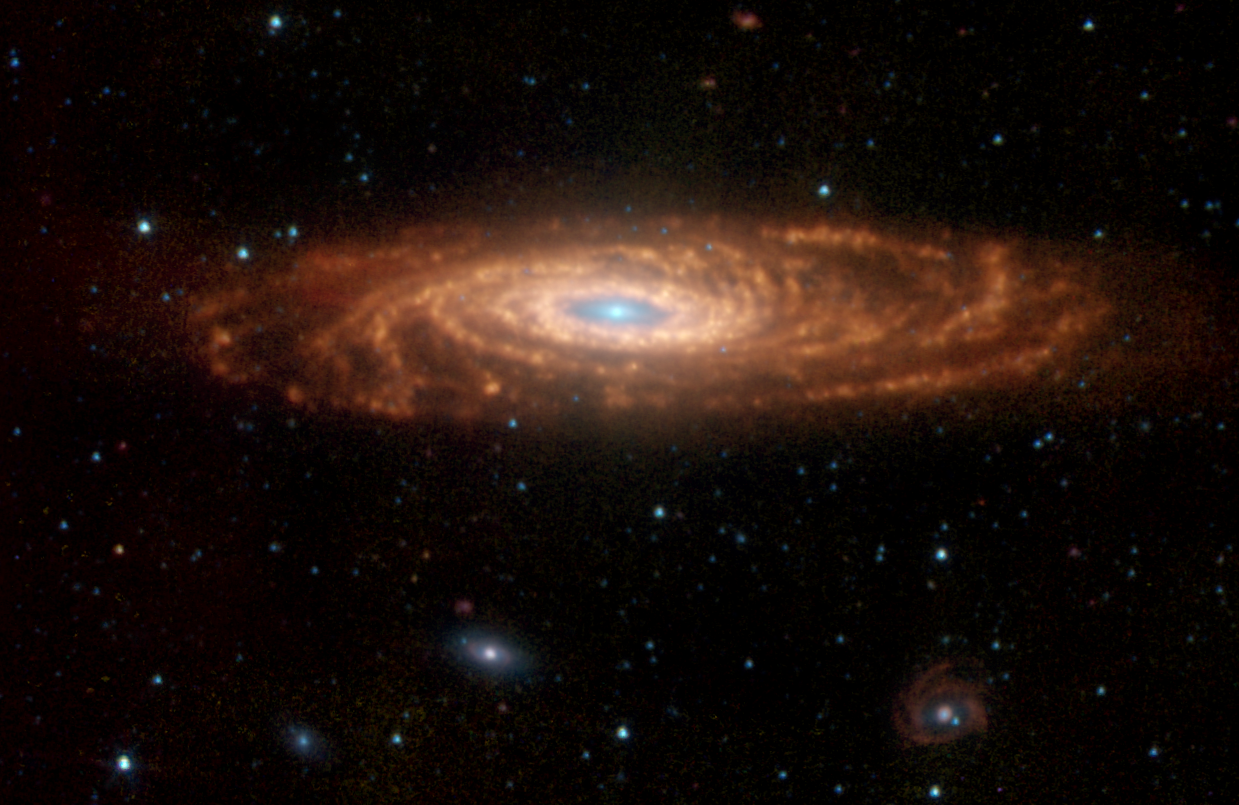
Image composite de NGC 7331 observée dans le domaine des infrarouges par le télescope spatial Spitzer.
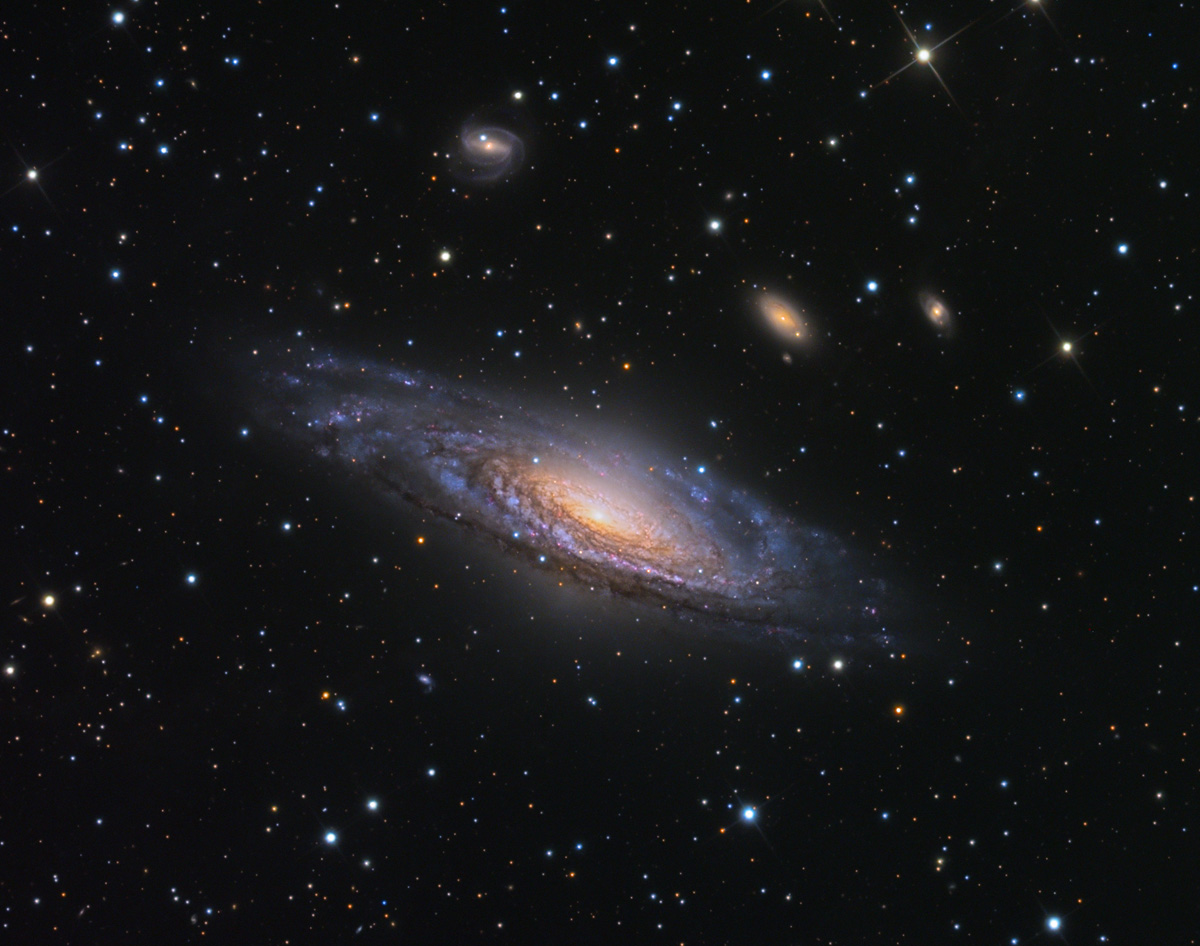
NGC 7331 par Adam Block (Observatoire du mont Lemmon/Université de l'Arizona).